# 章法護
章法護（?—?），安徽省滁州直隸州來安縣人，清朝政治人物、同進士出身。
光緒九年（1883年），参加癸未科殿試，登進士三甲50名。同年五月，著以主事分部学习。